# László Sólyom
László Sólyom (húngaro: Sólyom László, pronunciado [ˈʃoːjom ˈlaːsloː]; Pécs, 3 de enero de 1942-8 de octubre de 2023) fue un abogado, bibliotecario y político húngaro. Fue presidente de Hungría entre 2005 y 2010, tras haber vencido a Katalin Szili, candidata del Partido Socialista Húngaro en las elecciones del 7 de junio de 2005.

## Biografía
Nacido en Pécs, estudió Derecho, carrera que terminó en 1965. Se convirtió en profesor de Derecho Civil en 1983, en la Universidad Eötvös Loránd. En los años 80, debutó en política como consejero jurídico para organizaciones civiles medioambientales.
Se convirtió en presidente del Tribunal Constitucional en julio de 1990.
Fue fundador de Védegylet, una organización no gubernamental creada en 2000.
Sólyom fue doctor honoris causa por la Universidad de Colonia en Alemania desde 1999.

## Elecciones a la presidencia
En la primera vuelta de la elección del nuevo presidente el 6 de junio, László Sólyom solo obtuvo 13 votos contra 183 para su adversaria Katalin Szili. Katalin Szili no fue sin embargo nombrada presidenta porque no poseía la mayoría de dos tercios (278) requerida. Los pocos votos recibidos por Sólyom en la primera vuelta se explican por la abstención de 169 diputados de derecha.
En la segunda vuelta el 7 de junio, Sólyom recibió 185 votos contra 178 para Katalin Szili. En la tercera vuelta, no necesitando más que una mayoría simple, Sólyom fue elegido con 189 votos contra 182 para Katalin Szili. El 5 de agosto, sucedió al presidente saliente Ferenc Mádl.